# Tom Whiteside
Tom Whiteside   (Blackpool, 23 de juliol de 1932 - Wokingham, 22 d'abril de 2008) va ser un historiador de la ciència i de les matemàtiques anglès.

## Vida i Obra
La seva mare va morir quan tenia cinc anys i el seu pare, incapacitat de la Primera Guerra Mundial va haver de fer-se càrrec d'ell i del seu germà. El 1951, en acabar els estudis secundaris a la seva vila natal de Blackpool, va obtenir una beca per estudiar a la universitat de Bristol, en la qual es va graduar el 1954 amb un currículum poc habitual: francès, llatí, matemàtiques i filosofia, i havent estat un any a la Sorbona de París. Els dos anys següents va fer el servei militar en un regiment estacionat a Barca (Líbia).
En retornar, va anar a la universitat de Cambridge on va obtenir el doctorat el 1960 amb una tesi sobre els patrons del pensament matemàtic de finals del segle XVII, que va deixar en mans del seu tutor, Michael Hoskin, qui va procurar que es publiqués davant la indiferència de l'autor.
Els següents vint anys els va dedicar a la cerca, interpretació i edició dels papers matemàtics d'Isaac Newton, una tasca que només podia fer una persona com ell, amb coneixements suficients de matemàtiques, però també de història, de paleografia, de llatí i de filosofia, per trobar i ordenar el material, transcriure'l, traduir-lo i anotar-lo. El resulta va ser una monumental obra en vuit volums, que es va convertir en el text estàndard del tema i que va canviar la imatge del Newton matemàtic en diferents formes. El primer volum es va publicar el 1967 i el darrer el 1981.
Durant aquest període va ser assitent de recerca a la universitat de Cambridge amb una assignació modesta per a fer aquesta tasca, A partir de 1976 va ser professor d'història de les matemàtiques de la universitat, fins que es va retirar el 1999, passant a ser professor emèrit.